# Запис Лазаревића крушка (Негосавље)
Запис Лазаревића крушка (Негосавље) се налази на парцели чији је власник Поповић Спасоје.

## Локација
| Општина             | Медвеђа                                                          |
| Катастарска општина | Негосавље                                                        |
| Потес               | Ристића мала плац                                                |
| Координате          | 42° 52′ 07″ С; 21° 35′ 57″ И / 42.868499999999997° С; 21.5992° И |
| Надморска висина    | 356m                                                             |

## Карактеристике
Дендрометријске вредности утврђене на терену и сателитским снимцима:
| Стабло                     | Крушка |
| Висина стабла              | m      |
| Обим дебла                 | m      |
| Пречник крошње             | 14m    |
| Пречник дебла              | m      |
| Висина дебла до прве гране | m      |

## База записа
Запис је у оквиру Викимедија пројекта "Запис - Свето дрво" заведен под редним бројем 1178.